# Indian National Green Party
Indian National Green Party, politiskt parti i Indien. Partiet grundades 1999. Partiets ordförande är Dr Priya Ranjan Trivedi.